# دالستون
latitudeدالستونlongitudeدالستون
دالستون (به انگلیسی: Dalston) یک ناحیه در لندن است که در منطقه هکنی لندن واقع شده‌است.